# Konstantin Sergeyevich Stanislavsky
Konstantin Sergeyevich Stanislavsky (nhũ danh: Alekseyev; tiếng Nga: Константи́н Серге́евич Станисла́вский, IPA: [kənstɐnʲˈtʲin sʲɪrˈgʲejɪvʲɪtɕ stənʲɪˈslafskʲɪj]; 17 tháng 1 [lịch cũ 5 tháng 1] năm 1863 – 7 tháng 8 năm 1938) là một nhà biên kịch người Nga. Ông nổi tiếng và có tầm ảnh hưởng chủ yếu với những nguyên tắc trong hệ thống Stanislavski về kĩ thuật đào tạo diễn viên, chuẩn bị và diễn tập.